# Азійська хокейна ліга
Азійська хокейна ліга (англ. Asia League Ice Hockey) — елітна хокейна ліга Східної Азії. 
Нині вона складається з шести команд. Чемпіонат має чітку структуру (сезон 2024/25): на першому етапі (кваліфікація) команди грають в круговому турнірі. Потім найкращі команди ліги визначають переможця сезону в плей-оф.

## Історія
Ліга була організована через розформування Японської хокейної ліги в 2003 році.
Новостворена ліга складалась у першому сезоні (2003/04) з п'яти команд, чотирьох японських та однієї південнокорейської. Вже в другому сезоні ліги поповнилась трьома клубами, які представляли один Росію та два Китай. Ще один китайський клуб приєднався наступного сезону. 
У сезоні 2006/07 ліга скоротилась до восьми команд, а ще через рік на ще один клуб, таким чином у лізі виступали чотири клуби з Японії, два з Південної Кореї та один з Китаю.
У сезоні 2013/14 до ліги приєднався третій клуб з Південної Кореї, таким чином ліга знову складалась з восьми команд.
Наступного сезону до ліги приєднався російський клуб «Сахалін» (Южно-Сахалінськ).
З 2017 припинив виступати єдиний китайський клуб, а з сезону 2018/19 ліга зменшилась ще на одну команду.
У 2021 році в лізі залишився один клуб з Південної Кореї.
Після 2022 року припинив виступати російський клуб «Сахалін».
Перед сезоном 2025–26 років ліга складається з п'яти японських команд та одного південнокорейського клубу.

## Клуби
| Діючі             | Місто     | Країна         | Заснований | Примітки                                      |
| ----------------- | --------- | -------------- | ---------- | --------------------------------------------- |
| Нікко Айс Бакс    | Нікко     | Японія         | 2003       | Був відомий, як Нікко Кобе Айс Бакс (2005-07) |
| Одзі Іглс         | Томакомай | Японія         | 2003       |                                               |
| Анян Халла        | Анян      | Південна Корея | 2003       | Був відомий, як Анян Халла Вініа (2003-05)    |
| Ред Іглс Хоккайдо | Томакомай | Японія         | 2003       |                                               |
| Тохоку Фрі Блейдс | Хатінохе  | Японія         | 2008       |                                               |
| Кобе Старс        | Кобе      | Японія         | 2025       |                                               |

| Припинили існування  | Місто           | Країна         | Роки виступів | Примітка                                                                             |
| -------------------- | --------------- | -------------- | ------------- | ------------------------------------------------------------------------------------ |
| Сейбу Принс Реббітс  | Токіо           | Японія         | 2003—2008     | Був відомий, як ХК Кокудо (2003-06)                                                  |
| Ніппон Папер Крейнес | Кусіро          | Японія         | 2003—2019     |                                                                                      |
| Голден Амур          | Хабаровськ      | Росія          | 2004—2005     | Провів один сезон                                                                    |
| Нордік Вікінгс       | Пекін           | Китай          | 2004—2005     | Провів один сезон                                                                    |
| Чанчунь Фуао         | Чанчунь         | Китай          | 2004—2006     | Приєднався до «Чайна Шаркс» разом із Хоса Спочатку представляв місто Ціцікар         |
| Хоса                 | Пекін           | Китай          | 2004—2006     | Приєднався до «Чайна Шаркс» разом з «Чанчунь Фуао» Спочатку представляв місто Харбін |
| Чайна Дрегон         | Шанхай          | Китай          | 2007—2017     | Заснований шляхом злиття «Хоса» та «Чанчунь Фуао» в 2007                             |
| Хай1                 | Чхунчхон        | Південна Корея | 2005—2019     | Був відомий, як Кангвон Ленд (2005-07)                                               |
| Сахалін              | Южно-Сахалінськ | Росія          | 2014—2022     |                                                                                      |
| Деймунг Сангму       | Сеул            | Південна Корея | 2016—2021     |                                                                                      |
| Іст Хоккайдо Крейнес | Кусіро          | Японія         | 2019—2023     |                                                                                      |

## Чемпіони
| Сезон | Чемпіон                                          |
| ----- | ------------------------------------------------ |
| 2004  | Ніппон Папер Крейнес (Японія)                    |
| 2005  | Сейбу Принс Реббітс (Японія)                     |
| 2006  | Сейбу Принс Реббітс (Японія)                     |
| 2007  | Ніппон Папер Крейнес (Японія)                    |
| 2008  | Одзі Іглс (Японія)                               |
| 2009  | Ніппон Папер Крейнес (Японія)                    |
| 2010  | Анян Халла (Південна Корея)                      |
| 2011  | Анян Халла (Південна Корея) та Тохоку Фрі-Блейдс |
| 2012  | Одзі Іглс (Японія)                               |
| 2013  | Тохоку Фрі-Блейдс (Японія)                       |
| 2014  | Ніппон Папер Крейнес (Японія)                    |
| 2015  | Тохоку Фрі Блейдс (Японія)                       |
| 2016  | Анян Халла (Південна Корея)                      |
| 2017  | Анян Халла (Південна Корея)                      |
| 2018  | Анян Халла (Південна Корея)                      |
| 2019  | Сахалін (Южно-Сахалінськ)                        |
| 2020  | Плей-оф скасовано через COVID-19                 |
| 2021  | Сезони скасовано через COVID-19.                 |
| 2022  | Сезони скасовано через COVID-19.                 |
| 2023  | Анян Халла (Південна Корея)                      |
| 2024  | Анян Халла (Південна Корея)                      |
| 2025  | Анян Халла (Південна Корея)                      |

### Титули
| № | Клуб                        | Перемоги |
| - | --------------------------- | -------- |
| 1 | «Анян Галла»                | 9        |
| 2 | «Ніппон Папер Крейнес»      | 4        |
| 3 | «Сейбу Принс Реббітс»       | 2        |
| 4 | «Одзі Іглс»                 | 2        |
| 5 | «Тохоку Фрі-Блейдс»         | 2        |
| 6 | «Сахалін» (Южно-Сахалінськ) | 1        |